# Planinski orel
Planínski orel (redkeje tudi gorski orel ali zlati orel) (znanstveno ime Aquila chrysaetos) je ena od najbolj znanih ptic roparic na svetu. Kakor vsi orli pripada družini jastrebov Accipitridae.
Evrazijska podvrsta planinskega orla je berkut (Aquila chrysaetos daphanea)

## Opis
Odrasel ptič meri od kljuna do repa do 90 cm, čez krila pa tudi več kot 2 metra. Lovi predvsem manjše sesalce in večje ptiče, redkeje pa se loti tudi majhnih gamsov. Gnezdi v odročnih planinski predelih, navadno na skalni polici. Mladiči se, če hrane ni zadosti, med sabo stepejo in pomečejo iz gnezda, tako da na koncu ostane le najmočnejši. Planinski orel je največji ptič, ki živi v Sloveniji.

## Varovanje vrste
Zaradi lova je v preteklosti njegovo število močno upadlo. Danes je povsod zaščiten. V Sloveniji ocenjujejo, da živi okrog 25 parov.